# Skånings-Åsaka socken

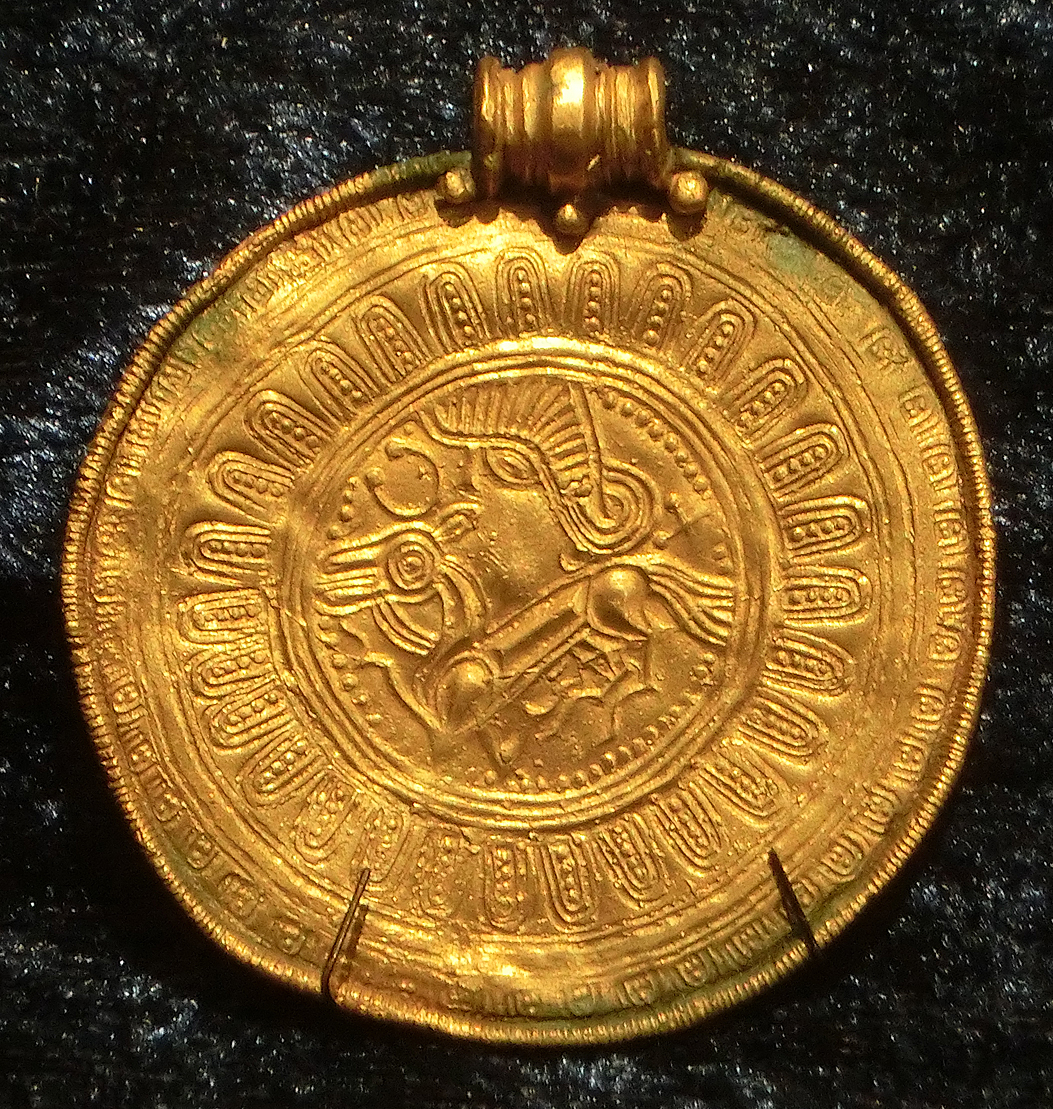
Kopia av folkvandringstida guldbrakteat från Viglunda i Skånings-Åsaka socken.

Skånings-Åsaka socken i Västergötland ingick i Skånings härad, ingår sedan 1971 i Skara kommun och motsvarar från 2016 Skånings-Åsaka distrikt.
Socknens areal är 38,04 kvadratkilometer varav 37,99 land. År 2000 fanns här 486 invånare. Biskopsgården Brunsbo samt sockenkyrkan Skånings-Åsaka kyrka ligger i socknen.

## Administrativ historik
Socknen har medeltida ursprung. Före den 1 januari 1886 (ändring enligt beslut den 17 april 1885) var namnet Åsaka socken.
Vid kommunreformen 1862 övergick socknens ansvar för de kyrkliga frågorna till Åsaka församling och för de borgerliga frågorna bildades Åsaka landskommun. Landskommunen uppgick 1952 i Valle landskommun som 1971 uppgick i Skara kommun. Församlingen uppgick 2006 i Norra Vings församling som 2010 uppgick i Axvalls församling som 2018 uppgick i Valle församling.
1 januari 2016 inrättades distriktet Skånings-Åsaka, med samma omfattning som församlingen hade 1999/2000.  
Socknen har tillhört län, fögderier, tingslag och domsagor enligt vad som beskrivs i artikeln Skånings härad. De indelta soldaterna tillhörde Skaraborgs regemente, Skånings kompani och Västgöta regemente, Livkompaniet.

## Geografi
Skånings-Åsaka socken ligger närmast nordost om Skara. Socknen är en odlingsbygd med inslag av skogsdungar.

## Fornlämningar
Från järnåldern finns gravhögar och fem gravfält med stensättningar och domarringar.

## Namnet
Namnet skrevs 1390 Asaka och kommer från kyrkbyn. Namnet har haft flera tolkningar, den nu förespråkade är att det innehåller as, 'asagud' och ek(e), 'ekdunge'.